# Francisco IV de Módena
Francisco José Carlos Ambrósio Estanislau de Áustria-Este (em italiano:  Francesco Giuseppe Carlo Ambrogio Stanislao d'Asburgo-Este; em alemão:  Franz Joseph Karl Ambrosius Stanislaus von Österreich-Este) (Milão, 6 de outubro de 1779 - Módena, 21 de janeiro de 1846), foi duque de Módena, Régio e Mirandola (desde 1815), duque de Massa e príncipe de Carrara (desde 1829), arquiduque da Áustria, príncipe real da Hungria e Boêmia.

## Biografia

### Família
Francisco era o primogênito de Fernando Carlos de Áustria-Este, governante do Ducado de Milão, arquiduque da Áustria e fundador da Casa de Habsburgo-Este, ramo colateral da Casa da Áustria; e de Maria Beatriz d'Este, duquesa de Massa, princesa de Carrara e senhora de Lunigiana. Seus avós paternos foram o imperador Francisco I e a imperatriz Maria Teresa; enquanto seus avós maternos foram Hércules III de Módena e Maria Teresa Cybo-Malaspina,  duquesa de Massa, princesa de Carrara e senhora de Lunigiana.
Francisco IV tinha parentesco com membros das casas reais mais importantes da Europa: sobrinho de Maria Antonieta e Luís XVI de França, primo irmão de Francisco I das Duas Sicílias, Francisco I da Áustria, Luís I da Etrúria, Luís XVII de França e Fernando III da Toscana, primo em segundo grau de Luís Filipe I de França, Maria Luísa da Áustria, imperatriz de França e Maria Leopoldina da Áustria, rainha de Portugal e imperatriz do Brasil, cunhado e genro de Vítor Emanuel I da Sardenha e cunhado de Carlos Teodoro da Baviera.

### Governo
O duque tinha verdadeira obsessão contra a Carbonária, chegando a emitir, num curto espaço de tempo, dois éditos contra essa sociedade, sendo que o segundo agravava as sanções discriminadas no primeiro.
Em 1820, o Tribunal de Justiça do Estado da Rubiera processou  quarenta e sete pessoas acusadas de serem carbonários. Os indiciados foram condenados a cumprir penas de prisão e trabalhos forçados e dois deles foram condenados à pena de morte. O duque, a quem cabia o poder de validar as decisões judiciais e de conceder clemência, confirmou algumas penas e reduziu as penas impostas a alguns condenados. Das duas condenações à morte, Francisco IV confirmou apenas uma, contra Giuseppe Andreoli, que foi decapitado pouco depois. Segundo o duque, o fato de Giuseppe ser um sacerdote católico agravava a ofensa cometida contra o estado (de fato, Giuseppe apoiava a conciliação da Igreja com os ideais do Risorgimento).

Os cronistas da época, especialmente os adversários políticos e partidários do Risorgimento, descrevem o governo de Francisco IV como ditatorial e sanguinário. O livro Ciro Menotti e i suoi compagni, escrito pelo oficial garibaldino Taddeo Grandi, relata as atrocidades cometidas pela polícia do Ducado, que era comandada pessoalmente pelo duque.

### Casamento e filhos
Casou-se em Cagliari, em 20 de junho de  1812, com Maria Beatriz Vitória de Saboia, filha de Vítor Emanuel I da Sardenha e de sua irmã, a princesa Maria Teresa de Áustria-Este. O casal teve quatro filhos:
- Maria Teresa (1817-1886), casada com Henrique, Conde de Chambord, sem descendência.
- Francisco V (1819-1875), casado com a princesa Aldegunda da Baviera, com descendência.
- Fernando Carlos (1821-1849), casado com a arquiduquesa Isabel Francisca de Áustria-Toscana, com descendência.
- Maria Beatriz (1824-1906), casada com João de Bourbon, infante de Espanha, com descendência.

### Morte
Francisco IV morreu em Módena, em 21 de janeiro de 1846, aos 66 anos de idade. Seu corpo foi sepultado na Igreja de São Lourenço, em Módena.